# 埃斯帕爾薩縣

埃斯帕爾薩縣在蓬塔雷納斯省的位置

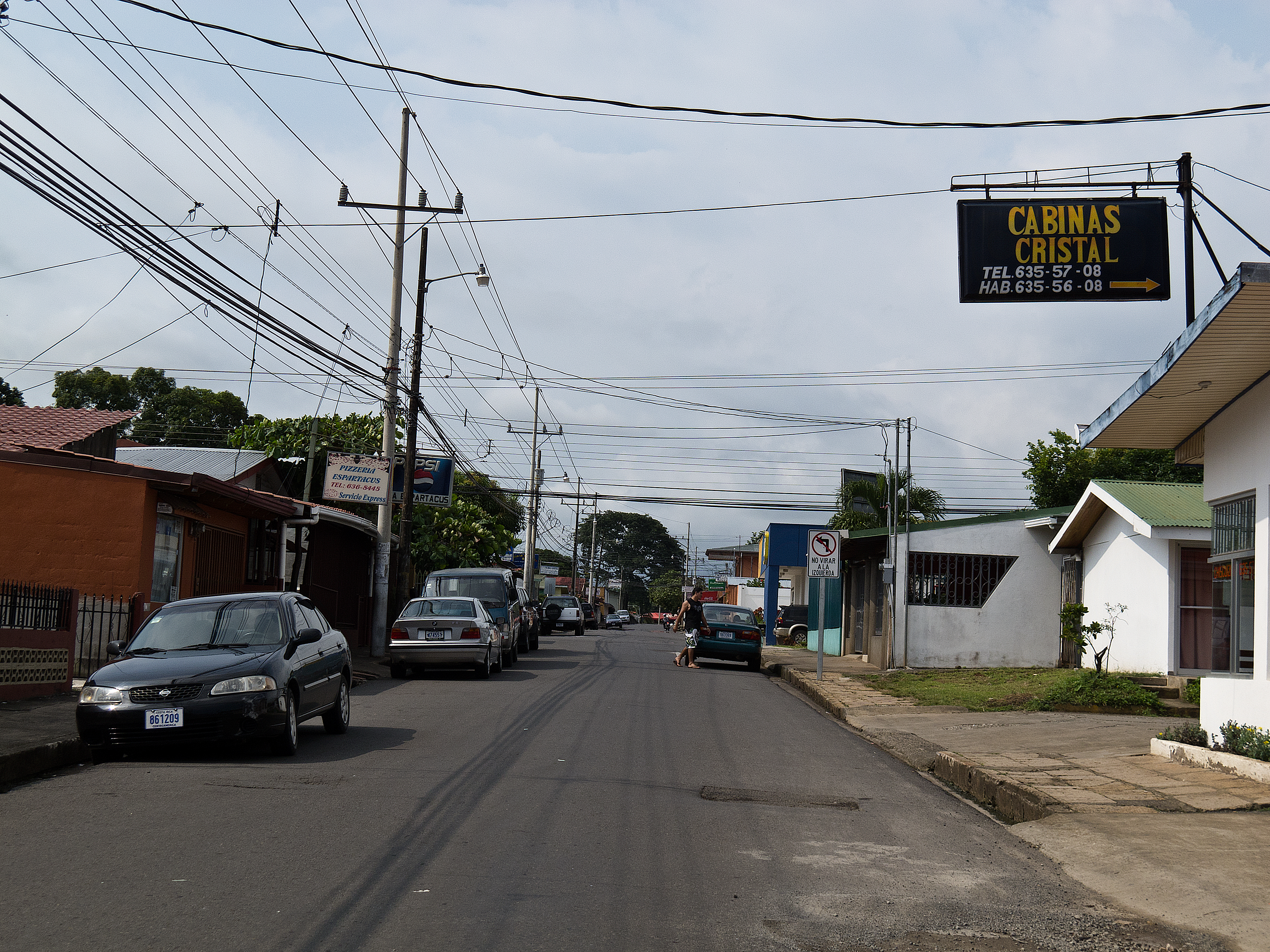

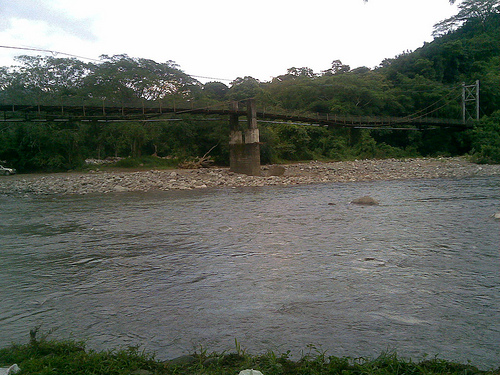

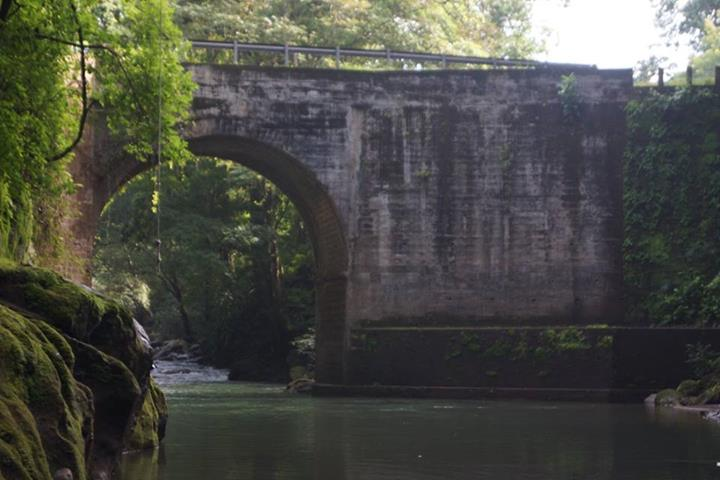

埃斯帕爾薩縣（西班牙語：Cantón de Esparza），是哥斯達黎加蓬塔雷納斯省的縣份，位於該國西部，首府設於埃斯帕爾薩，始建於1851年11月6日，面積216.8平方公里，海拔高度208米，2014年人口31,521人，人口密度每平方公里145.39人。
9°59′56″N 84°38′45″W / 9.99889°N 84.64583°W